# Tergissima shargeli
Tergissima shargeli är en fjärilsart som beskrevs av Johnson 1988. Tergissima shargeli ingår i släktet Tergissima och familjen juvelvingar. Inga underarter finns listade i Catalogue of Life.